# Antigo Regime da Espanha

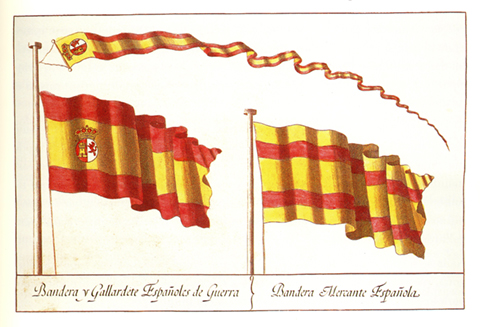
Bandeira da Espanha e da Catalunha

As instituições espanholas do Antigo Regime foram a superestructura que, com algumas inovações, mas sobretudo mediante a adaptação e transformação das instituições e práticas políticas, sociais e económicas preexistentes nos diferentes reinos cristãos da península ibéria na Baixa Idade Média, presidiu o período histórico que coincide a grandes rasgos com a Idade Moderna: desde os Reis Católicos até a Revolução liberal (do último terço do século  ao primeiro do século XV ) e que se caracterizou pelos rasgos próprios do Antigo Regime em Europa ocidental: uma monarquia forte (autoritaria ou absoluta), uma sociedade estamental e uma economia em transição do feudalismo ao capitalismo.
São características do Antigo Regime a dispersão, a multiplicidade e inclusive a colisão institucional, o que faz muito complexo o estudo da história das instituições. A mesma existência da unidade institucional de Espanha é um assunto problemático. Neste período histórico teve instituições unitárias: destacadamente, e trascendentales na percepção exterior da Monarquia Hispânica, a pessoa do rei e seu poder militar; para o interior, a Inquisición. Outras foram comuns, como as próprias da sociedade estamental: nobreza, clero e corporações de muito diferente tipo organizavam-se de uma maneira não muito diferente na cada reino. Um monasterio cisterciense catalão (Poblet) era intercambiável por outro castelhano (Santa María de Huerta); um ganadeiro mesteño, por outro da Casa de Zaragoza; a aristocracia fundiu-se numa rede de alianças familiares. Mas outras foram marcadamente diferenciadas: as Cortes ou a Fazenda nos reinos da Coroa de Aragón não tiveram nada que ver com as de Castilla e León. Inclusive com a imposição do absolutismo borbónico, que reduziu essas diferenças, as províncias bascas e Navarra mantiveram suas fueros. O Estado e a nação vão-se forjando, em grande parte como consequência de como as instituições responderam à dinâmica económica e social, mas não acabarão de apresentar em seu aspecto contemporâneo até que terminou o Antigo Regime.

## A sociedade na Espanha do Antigo Regime
A sociedade da Espanha moderna (no sentido da Idade Moderna ou do Antigo Regime) era uma malha de comunidades de diversa natureza, às que os indivíduos se adscribían por vínculos de pertence: comunidades territoriais do estilo da casa ou o povo; comunidades intermediárias como os senhorio e as cidades e sua terra (alfoz ou comunidade de villa e terra, de muito diferente extensão); comunidades políticas ou jurisdições amplas como as províncias, os adelantamientos, as veguerías, as intendencias ou os reinos e coroas; comunidades profissionais como grémios artesanais, cofradías de pescadores, ou as universidades; comunidades religiosas; etc.
Contemplava-se o reino com uma analogia organicista, como um corpo encabeçado pelo rei, com seu supremacía, com as diferentes comunidades e ordens que o formavam como órgãos, articulações e membros. Os homens e mulheres estavam vinculados por laços pessoais, como vínculos de família e parentesco. A cada vínculo regia-se por regras comuns que deviam governar seu funcionamento e sua experiência. No Antigo Regime as comunidades eram hierárquicas, todo o corpo tinha sua autoridade, eram vínculos de integração e subordinación. Mas cada vínculo tinha um valor ambivalente, de dominación e paternalismo: deviam garantir a sobrevivência dos indivíduos ao mesmo tempo que mantinham relações sociais de subordinación. O que no mundo contemporâneo se entendem como funções públicas estavam em mãos de particulares, já sejam casas, senhorios ou domínios do rei, tendo uma total autonomia um território de outro. O mesmo conceito de particular carecia de sentido, já que não existia uma diferenciação efectiva entre o público e o privado na sociedade preestatal ou preindustrial.
A nobreza e o clero eram os estamentos privilegiados. Desde o século XVI  a nobreza tendeu a voltar-se mais cortesana e transladou-se a Madri, nos aledaños da Corte. O clero era um estamento mais aberto, já que podiam incorporar-se indivíduos sem atender a sua condição social, ainda que também era um grupo jerarquizado com diferentes graus dentro de seu estructuración. O estado plano era o mais heterogéneo e numeroso. Contemplava desde os camponeses mais pobres até a incipiente burguesía (burguesía da inteligência: letrados com cargos administrativos em sua maior parte; e a burguesía dos negócios). O grau de integração de várias minorias perseguidas (judeoconversos, moriscos ou gitanos) sofreu diferentes alternativas.

## A monarquia, a nobreza e o território

Reinos do Antigo Regime em Espanha

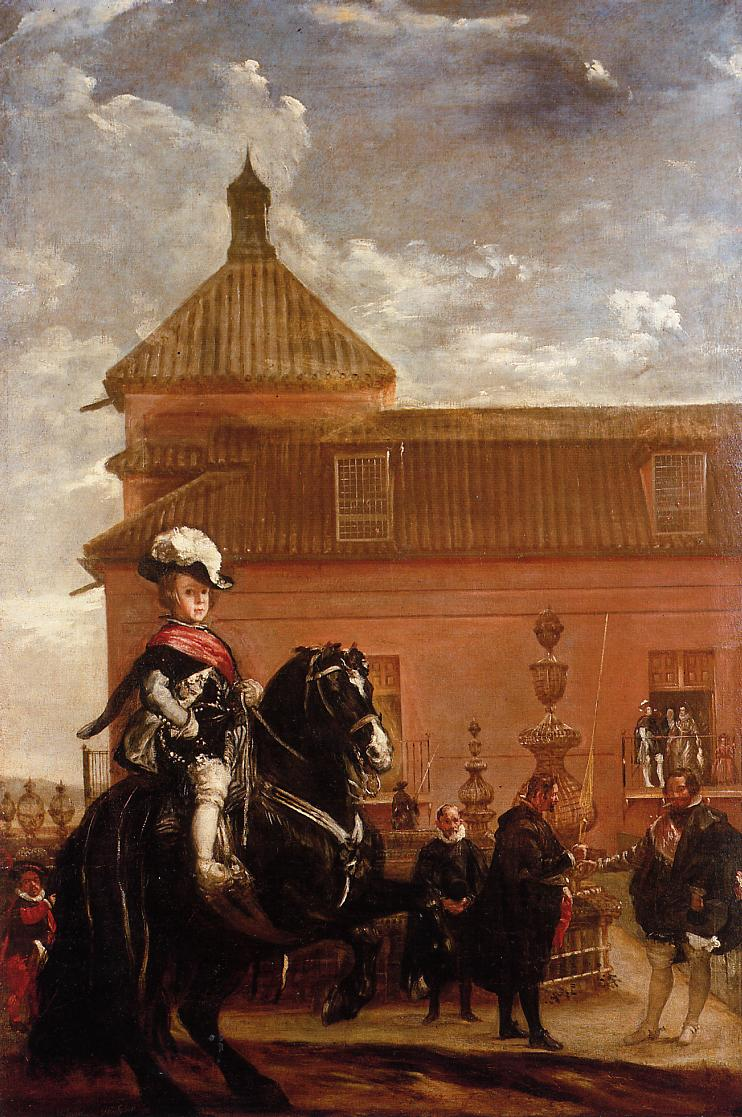
Neste quadro de Velázquez (1636–1637) representa-se uma classe de equitación do Príncipe Baltasar Carlos, que deve exibir com isso sua identificação com o modo de vida nobiliario. A seu cargo, o caballerizo maior: Gaspar de Guzmán, conde de Olivares e Duque de Sanlúcar a Maior, grande de Espanha e valido, que baseia sua posição política na cercania física que lhe dá acesso às pessoas reais. Assistem outros cortesanos. Assomados a um balcón do Alcázar de Madri, capital política da Monarquia Hispânica, os reis Felipe IV e Isabel de Borbón.

A cúspide do sistema institucional foi a monarquia, justificada desde o começo da reconquista como herança da Hispania Visigoda nos núcleos cantábricos: reino de Astúrias, reino de León e condado e depois reino de Castilla; ou do feudalismo carolingio nos pirenaicos: Corte Condal de Barcelona, posteriormente principado de Cataluña, condado e mais tarde reino de Aragón, e reino de Navarra. Leste, de facto, tinha reunido a quase totalidade dos territórios cristãos peninsulares a começos do século XI , para depois disgregarlos com a herança de Sancho III o Maior entre seus descendentes da dinastía Jimena, enfrentados entre si ao mesmo tempo em que se expandiam territorialmente pela o-Ándalus. Para então o conceito de monarquia hereditaria já estava suficientemente assentado como para utilizá-la como uma instituição patrimonial, dentro da dinâmica vasallática do feudalismo, com todas as limitações que esta expressão tem na península ibéria. A influência européia que chegou com o Caminho de Santiago e a Ordem de Cluny determinou que fosse a casa de Borgoña a que terminasse entroncando nos reinos ocidentais (Portugal, León e Castilla). Os mesmos procedimentos justificativos (aos que se acrescenta a própria existência da monarquia) foram os utilizados para justificar o predominio social da nobreza (os bellatores ou defensores feudales), que com o alto clero formavam uma única classe dirigente: os privilegiados.
A formação da monarquia autoritária culmina com a poderosa dinastía Trastámara, originada em Castilla na pessoa de um bastardo, Enrique II o das Mercedes, aupado ao poder pela alta nobreza zelosa de evitar essa mesma concentração de poder, que implantar-se-á também em Aragón como consequência do Compromisso de Caspe. A crise do século XIV  tinha sido determinante para produzir uma nítida separação entre a alta e a baixa nobreza de hidalgos e caballeros, cujo prestígio social, quando não podia sustentar no controle de terras, era procurado com todo o tipo de probanzas, hábitos, ejecutorias, reis de armas, blasones... que se não podiam se respaldar com aquelas, não ocultavam sua decadência económica. Geograficamente produz-se também uma cesura entre o norte peninsular —as montanhas cantábricas e pirenaicas onde se vão procurar os solares originarios das casas nobres mas onde não há grandes domínios e a maior igualdade de condições permitiu nascer o mito da hidalguía universal— e o sul —dominado pelas encomendas das ordens militares e os grandes estados nobiliarios—. Aos não privilegiados, lhes ficava a percepção do orgulho de cristão velho, que se expressou legalmente nos estatutos de limpeza de sangue, que se estenderam por todo o tipo de instituições depois da revolta anticonversa de Pedro Sarmiento em Toledo (1449). Essa discriminação legal manteve-se como um factor decisivo de coesão social com mais motivo inclusive depois da expulsão dos judeus (1492) e dos moriscos (1609), mantendo como útil bode expiatório a existência do cristão novo, condição da que não escapavam nem as mais altas casas nobres nem o mesmo rei (Livro Verde de Aragón, Tizón da Nobreza).

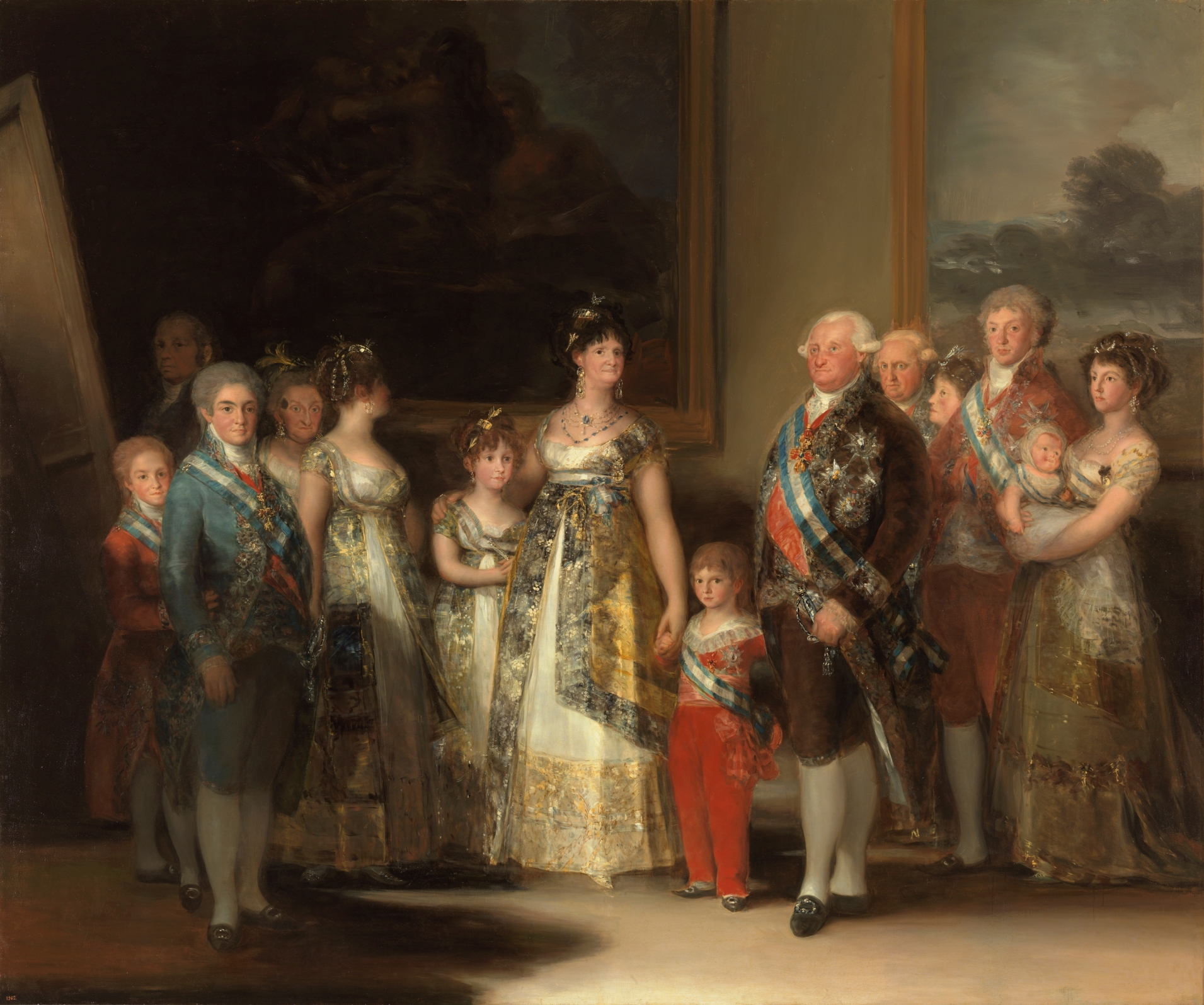
A família de Carlos IV, por Goya (1800–1801). Neste retrato colectivo aparecem as últimas gerações de monarcas absolutos (Carlos IV e Fernando VII), que já têm presenciado como seus primos franceses têm passado pela guillotina. Também aparece o que representará mais adiante a última oportunidade de restauração do Antigo Regime em frente à triunfante Revolução Liberal espanhola (Carlos María Isidro de Borbón, o pretendiente carlista que opor-se-á, alegando a lei sálica, à sucessão em Isabel II, filha única de seu irmão maior).

À união territorial dos Reis Católicos (por casal: Aragón e Castilla, ou conquista: Canárias, Granada, Navarra, América, Nápoles, praças norteafricanas), segue-lhe a adição de vastos territórios em Europa com a chegada da dinastía Habsburgo, cuja concepção do poder se baseava no respeito às #peculiaridade locais (não sem conflitos, como a Guerra das Comunidades e as Germanías com Carlos I ou a crise de 1640 com Felipe IV). A concepção unitária dos domínios peninsulares permite à historiografía falar de Monarquia Hispânica, apesar de que a união é na pessoa dos reis e não nos reinos, que mantêm suas leis, idiomas, moedas e instituições. A tentativa por unificá-los a partir da união das famílias nobres, destacadamente na fundação do conceito de Grandeza de Espanha (1520), ao que se incorporou a um pequeno número de casas aristocráticas das duas coroas (com claro predominio castelhano). Fomentaram-se as alianças matrimoniales, com o manifesto fim de que a elite social na prática fosse a mesma em todos eles. A união com Portugal, que durou sessenta anos (1580–1640), também se tentou consolidar da mesma forma (não sem receios; do que vem o refrán português augurando de Espanha: «nem bom vento nem bom casamento»).
Por último, a dinastía Borbón (curiosamente, de origem navarra) imporá os usos franceses da monarquia absoluta, não só no protocolo cortesano, sina na configuração centralista do Estado e nas disposições sucessórias da lei sálica, depois de uma guerra civil com dimensão europeia: a Guerra de Sucessão Espanhola.

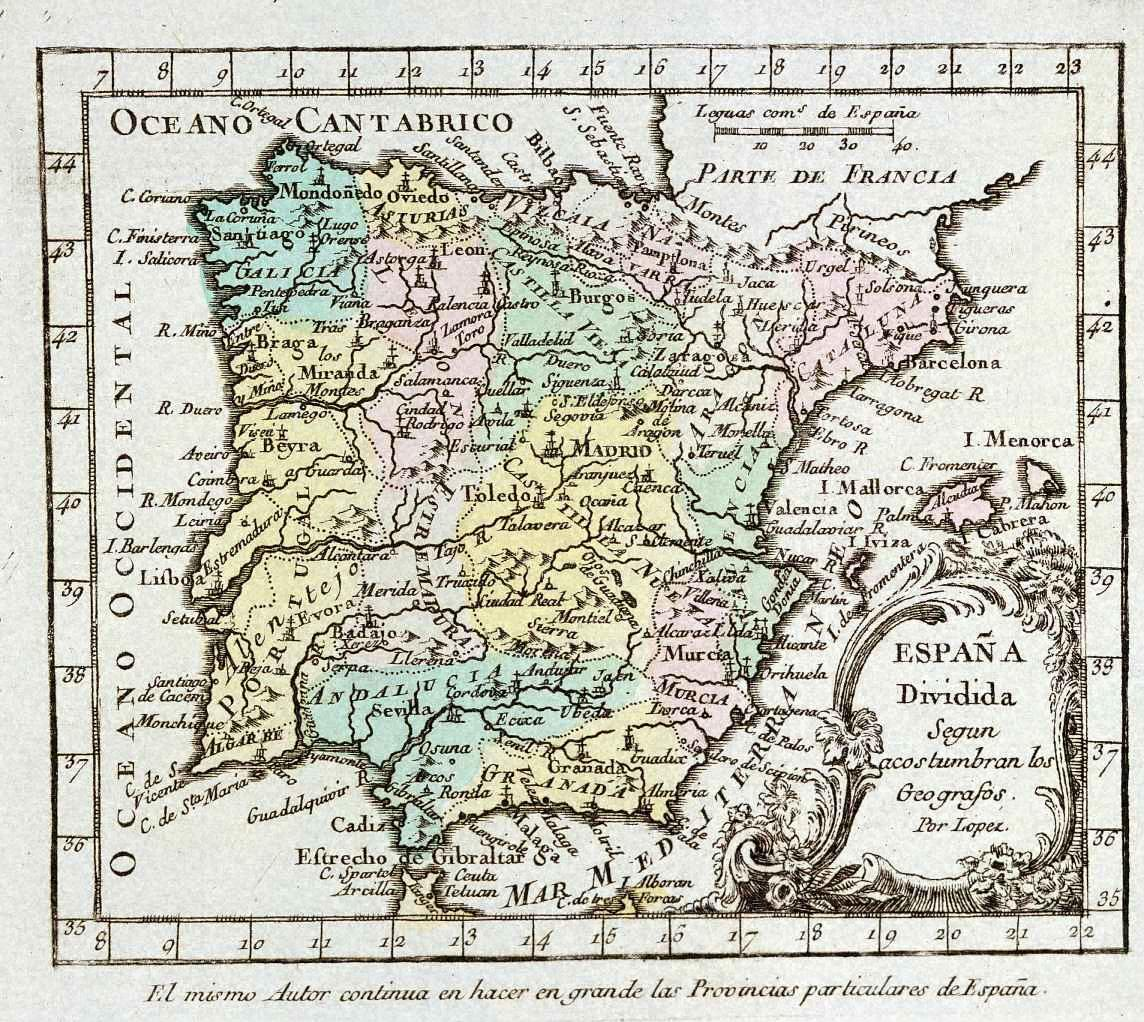
Espanha dividida segundo acostumam os Geógrafos, do Atlas geográfico do Reino de Espanha e Ilhas adjacentes com uma breve descrição de suas Províncias / Disposto para a utilidade pública por D. Tomadas Lopez (1757).

Estes últimos, podem entender-se como uma unidade institucional (com a clara exceção do Reino de Navarra e as províncias bascas) a partir de começos do século XVIII , devido por um lado à clarificação traumática que supôs a separação de Portugal (1640), e por outro aos decretos de Nova Planta (1707 a 1716) que reduziram a legislação da Coroa de Aragão à de Castela (o que foi decisivo sobretudo para Catalunha, Valencia e Mallorca, já que o Reino de Aragón tinha visto muito limitados seus fueros como consequência da revolta de Antonio Pérez em 1592). De todos modos, e apesar de usar na época (se veja De Hispania a Espanha), a expressão reino de Espanha e o conceito de unidade nacional (de origem liberal) não deveria se utilizar estritamente anteriormente à Constituição de Cádiz de 1812, já no Novo Regime. Não é objeto deste artigo a definição de Espanha como nação, mas é necessário destacar que a identidade nacional espanhola se constrói justamente como consequência (às vezes, apesar delas) da prolongada existência no tempo das instituições do Antigo Regime, algumas unitárias, outras comuns e outras plurais em sua configuração territorial. Quando as Cortes de Cádiz celebrem seus debates, tentar-se-á explicitamente atualizar as instituições tradicionais que junto com os usos e os costumes supostamente conformariam uma «constituição» própria, natural, intemporal, adequada à idiossincrasia nacional espanhola, apesar de que a Constituição de 1812 fosse claramente uma ruptura revolucionária. Outra coisa seria dilucidar a preexistência de um carácter nacional ou «Ser de Espanha», tal como se entendia nesse famoso debate ensaístico.

### O Município, as Cortes e a Fazenda

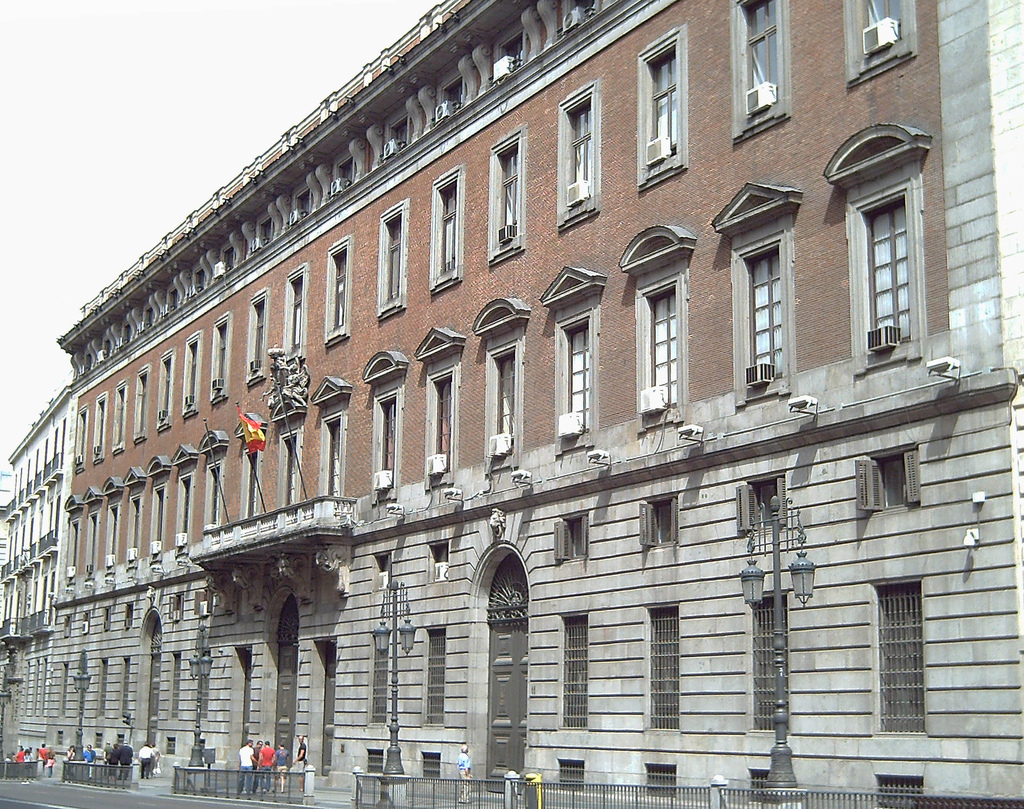
Real Casa da Aduana, na Rua de Alcalá de Madri, atual sede do Ministério de Fazenda.

Em ausência de potentes níveis intermediários de organização do território (existiam, mas de uma maneira descontínua, e às vezes sem concorrências nem recursos que lhes fizessem decisivos: adelantamientos, veguerías, merindades... até que com as reformas borbónicas se implantou a rede de intendentes de exército e província, precedente do governador provincial), o nível inferior de organização territorial apresentava em Espanha uma extraordinária vitalidade: a instituição municipal, herança do município romano e reforçado com a repoblación que segue à reconquista durante a Idade Média. O processo repoblador altomedieval tinha outorgado uma liberdade originaria sem comparação em outras partes de Europa, (presuras, alodios, behetrías), e mais que em nenhum outro reino na fronteira ou extremadura castelhana, onde a condição de camponês se equiparaba à de nobre se defendia sua própria terra com um cavalo de guerra (caballeros villanos). Com o passo dos séculos e o afastamento da fronteira, os concelhos abertos dos primeiros momentos, em que participavam todos os vizinhos, foram substituídos por poderosas corporações, os concelhos ou prefeituras de cidades ou vilas com farol, cartas povoas que lhes outorgam jurisdição sobre um amplo alfoz ou terra, composto de numerosos núcleos rurais (povos, lugares e aldeias) e terrenos mais desolados (montes, pastos, dehesas, eriales) em frente aos que se comportam como um verdadeiro «senhorio coletivo», de maneira similar a como nobreza e clero iam conformando seus próprios senhorios. A condição dos camponeses, por tanto, não era radicalmente diferente em realengo e senhorio: nem na primeira foi de liberdade nem na segunda de escravatura.
O envolvimento da autoridade real no controle municipal foi-se fazendo mais forte no final da Idade Média, à medida que a monarquia fazia-se autoritária, sobretudo a partir da crise do século XIV . Finalmente produziu-se uma sorte de «partilha de papéis» entre os regidores, que se tinham convertido em cargos venales e na prática hereditarios nas famílias do que pode se denominar patriciado urbano ou oligarquía municipal (caballeros ou burgueses ennoblecidos, ciutadans honrats...) e o corregidor, como representante directo do rei no município. Em municípios menores os cargos costumavam ser um prefeito em representação do estado plano e outro do nobiliário.
Os municípios mais importantes são as cidades com voto em Cortes, representantes não tanto de um terceiro estado quanto de um patriciado urbano enobrecido, mais em Castela que em Catalunha, onde a cidade de Barcelona tem um peso fundamental e desde 1359 a disputa permanente das Cortes (a Generalidade) exerceu de contrapeso eficaz ao aumento do poder real; ou em Aragão, onde eram presididas pelo Justiça (que prevenia aos reis Te fazemos Rei se cumpres nossos Faróis e os fazes cumprir, se não, não»), além de dispor desde 1364 de sua própria Disputa do Geral. Uma instituição similar existiu em Valencia desde 1418.
A fazenda foi um dos pilares do funcionamento da Monarquia, bem mais substancial em Castella que em Aragão e Navarra (e nas províncias bascas, que ainda que castelhanas, possuíam uma isenção fiscal unida a uma confusa hidalguía universal). A Câmara de Comptos de Navarra ou as instituições privativas dos outros territórios não arrecadavam mais do necessário para a manutenção do funcionamento de um mínimo aparelho burocrático próprio, sendo insuficientes até para a defesa dos próprios territórios em caso necessário. O mesmo pode dizer-se das mais sustanciosas rendas de Flandes ou Itália (nestes casos enfrentadas a despesas militares constantes e cuantiosos). Para Castella, o indiscutivel centro fiscal da monarquia, o Conselho de Fazenda e as Cortes desenhavam o sistema, mas realmente estava baseada no encabeçamento pelas cidades, em seu benefício e na contramão do território que administravam, e em sua arrecadação efetiva —a base de sisas gravadas sobre o consumo e o tráfico mercantil— costumava se arrendar a particulares. Os rendimentos principais sempre foram insuficientes, pelo que os recursos de urgência extraordinária a empréstimos de banqueiros (sucessivamente castelhanos, alemães —os míticos Fugger—, genoveses e portugueses) à dívida pública (juros) e às alterações monetárias foram um lastre crónico, que socavava o crédito da monarquia e a conduzia a quebras periódicas. Ditos rendimentos eram fundamentalmente o quinto real dos metais americanos (que alteraram a economia de Europa produzindo a Revolução dos Preços) e a alcabala, um imposto indireto teoricamente universal. A multiplicidade de regalias e outros impostos (serviço ordinário e extraordinário, milhões, regalia de aposento na Corte, etc.) faziam o sistema ineficaz e injusto, o que provocou algumas tentativas de reforma frustrados, como a União de Armas desenhada pelo Conde-Duque de Olivares e a Única Contribuição unida ao Catastro de Ensenada. Anteriormente a este, os decretos de Nova Planta tinham unificado administrativamente Valencia e Catalunha sem nenhuma diferença com Castiela (Aragão já tinha perdido suas furos em tempos de Felipe II de Espanha depois da revolta de Antonio Pérez), como consequência de sua derrota na Guerra de Sucessão Espanhola, o que deu a oportunidade de estabelecer um sistema fiscal praticamente ex-novo sem as travas que supõe ter que respeitar direitos adquiridos, o que resultou num sistema simples e eficaz que de facto incentivou a actividade económica durante o século XVIII  ao mesmo tempo em que produzia um substancial aumento recaudatorio. Esse ideal promotor, somado a outras características jurídicas (o censo enfitéutico que garantia ao payés catalão a continuidade de sua exploração agrária, e a sobrevivência do direito civil, que garantia ao hereu a conservação íntegra do património familiar) foi modelo das reformas ilustradas (Conde de Campomanes) ainda que as resistências encontradas fizeram inviable seu aplicativo em Castilla, no que pode se ver como uma situação inversa à da União de Armas do Conde-Duque do século anterior.

## Referencias
1. ↑  Michel Foucault (1975) Vigilar y castigar (Madrid, Siglo XXI. ISBN 84-323-0332-1),
2. ↑  Runo, Mario (12 de maio de 2019). «Unirioja» (PDF). Consultado em 15 de março de 2023
3. ↑  Henry Kamen (2006), Del Imperio a la Decadencia. Los mitos que forjaron la España moderna en Temas de Hoy, ISBN 84-8460-606-2 (previamente avanzada en Empire. How Spain Became a World Power, 1492–1763, New York, Harper and Collins, 2003, ISBN 0-06-019476-6 — Imperio: la forja de España como potencia mundial, ISBN 84-663-1277-3), posición despiadadamente contestada por Arturo Pérez-Reverte (10 de septiembre de 2005, La Historia, la sangría y el jabugo «Copia archivada». Consultado em 6 de setembro de 2014. Cópia arquivada em 7 de fevereiro de 2009).
4. ↑  «GEA». Consultado em 3 de janeiro de 2011. Arquivado do original em 13 de março de 2017
5. ↑  En la Corona de Castilla, tras ganarlo y perderlo otras localidades, se fijó una lista de diecisiete: León, Zamora, Toro, Salamanca, Burgos, Valladolid, Soria, Ávila, Segovia, Madrid, Guadalajara, Toledo, Cuenca, Córdoba, Jaén, Sevilla y Murcia, a las que tras su conquista se añadió Granada. Eran las que habían sido capitales de reinos, además de algunas localidades que por una u otra razón alcanzaron y mantuvieron ese privilegio.
6. ↑  Miguel Artola (1982), op. ct., pág. 18.
7. ↑  El estudio clásico es el de Ramón Carande Carlos V y sus banqueros.
8. ↑  Concepto acuñado por Earl J. Hamilton en El tesoro americano y la revolución de los precios.
9. ↑  «Lo mismo ocurría, y siguió ocurriendo en la Edad Contemporánea». Arquivado do original em 3 de agosto de 2009